# 欽定憲法大綱
欽定憲法大綱（きんていけんぽうたいこう）は、光緒34年8月1日（1908年8月27日）に制定された中国初の憲法。
1905年、清朝は、端方、戴鴻慈、李盛鐸、載沢、尚其亨ら五大臣を二つのグループに分け、それぞれ日、米、英、仏、独、デンマーク、ノルウェー、スウェーデン、オーストリア＝ハンガリー帝国に派遣して、列強が実施している立憲制度を視察させた。
五大臣は日本と西欧列強を視察した後、各国の立憲政治を考察した資料を整理して提出した。この資料を整理して収合するため、朝廷では1906年、考察政治館を新設した。考察政治館はその後、憲政編査館に改称された。
同年8月末、西太后は調整会議を通じて予備立憲を採択した。光緒帝は9月1日、「憲政を倣って施行する」と言う倣行憲政の皇命を下した。2年後の1908年（光緒34年）8月27日、欽定憲法大綱が頒布された。

## 主な内容
1889年2月11日に発布された大日本帝国憲法が基礎にされている。全23条。正文「君上大権」と付録「臣民の権利と義務」に分かれる。

### 君上大権
全14条。
- 大清皇帝は大清帝国を統治し，万世一系，永永尊戴す。
- 皇上の神聖なる尊厳は侵犯すべからず。
- 上記の精神に即して皇帝に法律公布、案件交付、議会召集あるいは解散、官吏任免及び禄俸の支給、官吏昇進及び降等のすべての人事、陸海軍の統帥、宣戦布告及び強化、条約締結、官吏の派遣、緊急戒厳令と臣民の自由を制限する命令宣布、この以外に司法審判などの権力を付与する。

### 臣民の権利と義務
全9条。
- 納税、兵役、法律の遵守などの義務。
- 臣民は法律の範囲内において，言論、著作、出版及び集会、結社等の自由を均しく許される。
- 臣民は所定の法律に照らされない限り，逮捕、監禁、処罰されない。